# Pristimantis carlosceroni
Espèce
Pristimantis carlosceroni est une espèce d'amphibiens de la famille des Craugastoridae.

## Répartition
Cette espèce est endémique de la province de Pichincha en Équateur. Elle se rencontre entre 3 200 et 3 402 m d'altitude dans la cordillère Occidentale.

## Description
Le mâle holotype mesure 26,1 mm.

## Étymologie
Cette espèce est nommée en l'honneur de Carlos Eduardo Cerón.

## Publication originale
- Valencia, Bejarano-Muñoz & Yánez-Muñoz, 2013 : Una nueva especie de rana Pristimantis verde (Anura: Craugastoridae) de los bosqus andinos del distrito metropolitano de Quito, Ecuador. Herpetotropicos, vol. 9, no 1/2, p. 25-35 (texte intégral).